# Assassinats a Martigues
Assassinats a Martigues (títol original en francès, Crime à Martigues) és un telefilm francobelga dirigit per Claude-Michel Rome de 2016. Es va emetre a França per France 3 i a Bèlgica per La Une. S'ha doblat al català per TV3.
Es va rodar a Lo Martegue del 31 de maig al 24 de juny de 2015. A França, va ser vista per 4,16 milions d'espectadors, cosa que va representar el 19,7% de quota d'audiència.
Va ser una coproducció de Paradis Films, Be-Films i RTBF.